# Kontejnerový terminál Ostrava-Šenov

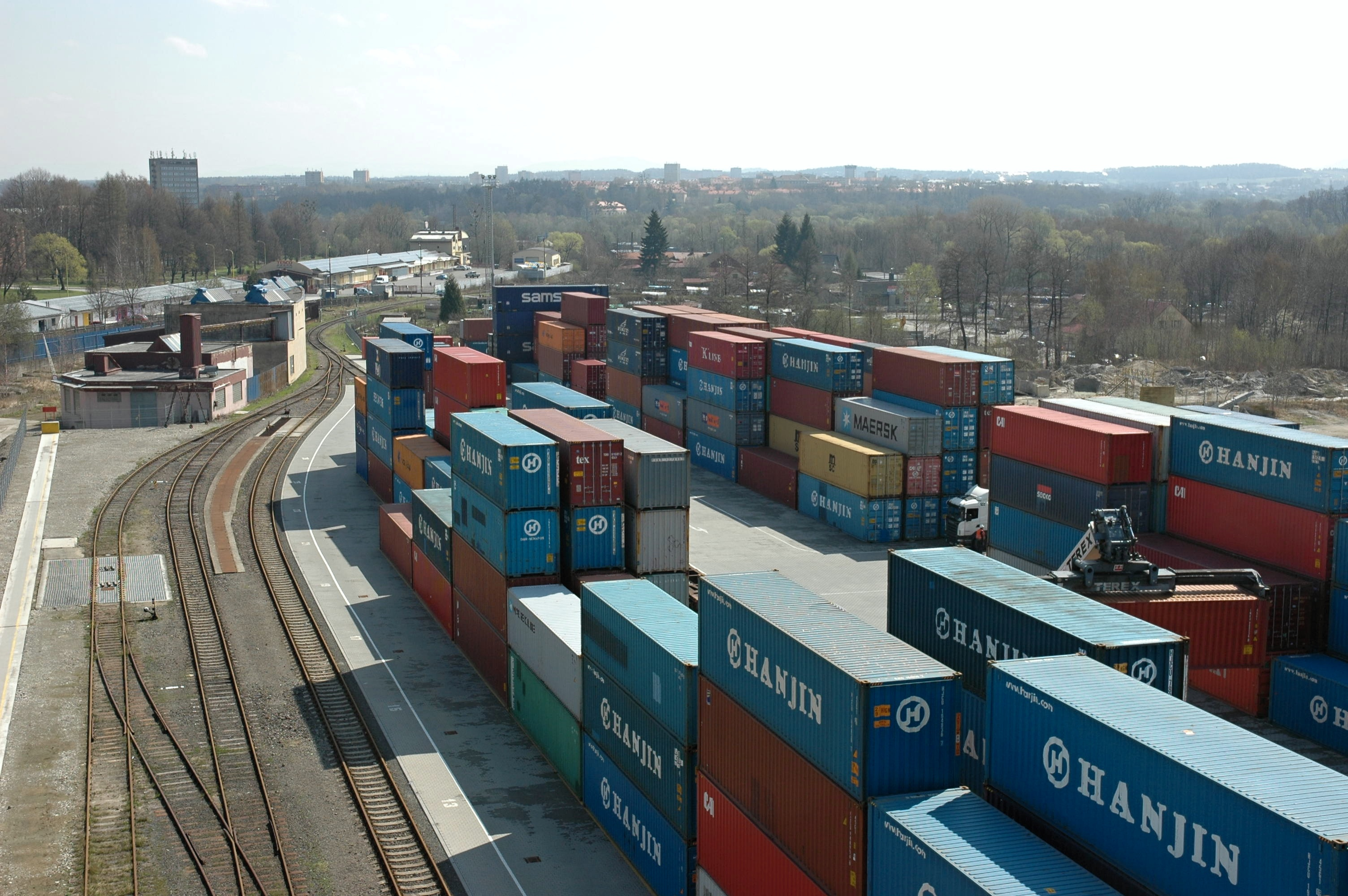
Kontejnerový terminál Metrans Ostrava-Šenov

Kontejnerový terminál Ostrava-Šenov je kontejnerový terminál společnosti Metrans, který je v provozu od června 2011 na pomezí Šenova a Havířova. Vlečka terminálu o celkové délce 1,969 km je napojena do železniční stanice Havířov.

## Technické údaje
Kapacita terminálu je 1200 prázdných a 1200 ložených kontejnerů. Externí depo, které se nachází v ulici Volenská v Šenově (dosažitelné pouze po silnici) pak disponuje kapacitou 5000 TEU.

## Vlaková spojení
V roce 2016 byl terminál napojen každodenními vlaky na hub Metransu v České Třebové a jeho prostřednictvím na námořní přístavy Hamburk, Bremerhaven, Rotterdam a vnitrozemský terminál Duisburg. Dále byly třikrát týdně k dispozici přímé vlaky z/do přístavu Koper.